# Mesochorus aggestus
Mesochorus aggestus là một loài tò vò trong họ Ichneumonidae.